# جنت رکوردز
جنت رکوردز (انگلیسی: Gennett Records) شرکت نشر موسیقی آمریکایی است، که در سال ۱۹۱۷ تأسیس شد.